# Harry Riebauer
Harry Riebauer (* 4. Juli 1921 in Reichenberg, Tschechoslowakei; † 8. November 1999 in Berlin) war ein deutscher Schauspieler.

## Leben
Riebauer nahm 1945 bis 1947 privaten Schauspielunterricht bei Ulrich von der Trenck und erhielt 1947 ein Engagement am Theater von Zittau. 1949 wechselte er an das Maxim-Gorki-Theater in Berlin, 1950 trat er im Theater am Schiffbauerdamm auf. Von 1951 bis 1961 gehörte er zum Ensemble der Volksbühne Berlin, danach war er freiberuflicher Schauspieler.
Im DEFA-Film war der 1,94 Meter große Riebauer meist auf die Verkörperung von furchterregenden Nazi-Schergen festgelegt, so als SA-Mann in Das Beil von Wandsbek, SS-Mann in Stärker als die Nacht und Leutnant Meyer in Ernst Thälmann – Führer seiner Klasse. 1962 siedelte er nach West-Berlin über und war sofort in bekannten Produktionen vertreten: Im deutsch-amerikanischen Film Gesprengte Ketten spielte er den Aufseher eines Kriegsgefangenenlagers, in der ersten Verfilmung von Hans Falladas Jeder stirbt für sich allein agierte er unter der Regie von Falk Harnack. In den Folgejahren war Riebauer oft in Kriminalfilmen zu sehen: In den Bryan-Edgar-Wallace-Filmen Der Würger von Schloss Blackmoor und Der Henker von London spielte er Kriminalkommissare und stand damit auf der Seite des Guten, während er in den Edgar Wallace-Filmen der Rialto-Film unter der Regie Alfred Vohrers eher zwielichtige Parts übernahm. Nach einer kleinen Rolle in Die blaue Hand (1967) war er im gleichen Jahr in Der Mönch mit der Peitsche zu sehen und spielte schließlich einen Mädchenhändler und Mörder in Der Mann mit dem Glasauge (1969). Nebenher trat Riebauer oft in Fernsehspielen und Serienepisoden auf, bspw. in Kriminalmuseum, Hafenpolizei und Polizeifunk ruft.
Einige Zeit nach dem Film Die Tote aus der Themse (1971), in dem Riebauer in einer sympathischen Rolle an der Seite Hansjörg Felmys und Uschi Glas’ zu sehen war, zog sich Riebauer aus unbekannten Gründen weitgehend von der Filmarbeit zurück. Eventuell war sein ehrenamtliches Engagement als Tierschutzinspektor der Stadt Berlin ein Grund. Auffällig ist neben der Seltenheit seiner weiteren Auftritte ihre geringe Relevanz: Meist war Riebauer in Kleinst- oder Statistenrollen zu sehen – Auftritte, die seiner großen Bekanntheit während der 1960er-Jahre nicht gerecht wurden. Einen weiteren Auftritt hatte er 1979 in einer Episode der Vorabendserie Kommissariat 9. Fünf Jahre später konnte man ihn kurz im Kultfilm Possession von Andrzej Zulawski entdecken. Zum letzten Mal vor der Kamera stand Riebauer 1990 in der kleinen Nebenrolle des Herrn Keil in der Dieter-Hallervorden-Komödie Bei mir liegen Sie richtig.
Über seine letzten Lebensjahre liegen keine Informationen vor. Harry Riebauer starb 1999 im Alter von 78 Jahren.

## Filmografie (Auswahl)
- 1950: Familie Benthin
- 1951: Die Sonnenbrucks
- 1951: Das Beil von Wandsbek
- 1951: Der Untertan
- 1952: Das verurteilte Dorf
- 1953: Die Geschichte vom kleinen Muck
- 1954: Stärker als die Nacht
- 1955: Ernst Thälmann – Führer seiner Klasse
- 1956: Das Stacheltier: Der weiche Artur
- 1956: Der Hauptmann von Köln
- 1956: Das Stacheltier – Endstation Kanal
- 1959: Die Dame und der Blinde
- 1960: Trübe Wasser
- 1961: Gewissen in Aufruhr (TV)
- 1961: Das Kleid
- 1962: Golden Boy
- 1962: Jeder stirbt für sich allein
- 1963: Gesprengte Ketten
- 1963: Der Fall Rohrbach
- 1963: Jack und Jenny
- 1963: Der Würger von Schloss Blackmoor
- 1963: Der Henker von London
- 1964: Ein Frauenarzt klagt an
- 1964: Das Kriminalmuseum – Der stumme Kronzeuge
- 1964: Das Kriminalmuseum – Tödliches Schach
- 1964: Das siebente Opfer
- 1964: Samson und der Schatz der Inkas (Sansone e il tesoro degli Incas)
- 1965: Mädchen hinter Gittern
- 1965: Der Spleen des George Riley
- 1966: Der Mann, der sich Abel nannte
- 1966: Hafenpolizei – Juwelen nach Maß
- 1966: Rasputin
- 1966: Heiße Nächte (Soleil noir)
- 1967: Polizeifunk ruft – Das sichere Versteck
- 1967: Die blaue Hand
- 1967: Der Mönch mit der Peitsche
- 1968: Der Fall Tuchatschewskij
- 1968: Der Tod im roten Jaguar
- 1968: Der Mann mit dem Glasauge
- 1968: Rat mal, wer heut’ bei uns schläft
- 1970: Die liebestollen Baronessen
- 1971: Die Tote aus der Themse
- 1972: Der Fall Opa
- 1972: Geliebter Mörder
- 1976: Unter einem Dach – Zeuge der Anklage
- 1976: Lemmi & die Schmöker: Mein Zeuge ist Don Gasparro
- 1979: Kommissariat 9 – An der richtigen Quelle
- 1982: Manni, der Libero – Einer von 2 Millionen
- 1985: Morenga
- 1990: Bei mir liegen Sie richtig

## Theater
- 1951: Antonin Jaroslav Urban: Zehn zu Null (Sportfreund) – Regie: Bodo Schweykowski (Haus der Kultur der Sowjetunion (Neue Bühne Berlin))
- 1952: Miroslav Stehlik nach A. S. Makarenkow: Der Weg ins Leben – Regie: Werner Schulz-Wittan/Achim Hübner (Maxim-Gorki-Theater Berlin)
- 1956: Ulrich Becher: Feuerwasser (Joe) – Regie: Fritz Wisten (Volksbühne Berlin)
- 1956: Wsewolod Wischnewski: Die erste Reiterarmee (Weißer Offizier) – Regie: Kurt Jung-Alsen (Volksbühne Berlin)
- 1959: Slátan Dudow/Michael Tschesno-Hell: Der Hauptmann von Köln (Leutnant) – Regie: Otto Tausig (Volksbühne Berlin)
- 1960: Ludwig Thoma: Moral (Baron Schmettau) – Regie: Ernst Kahler (Volksbühne Berlin)
- 1961: Friedrich Wolf: Beaumarchais oder Die Geburt des Figaro (Höfling) – Regie: Rudi Kurz (Volksbühne Berlin)

## Hörspiele
- 1954: Johannes R. Becher: Die Winterschlacht – Regie: Hedda Zinner (Rundfunk der DDR)
- 1955: Anna Seghers: Das siebte Kreuz – Regie: Hedda Zinner (Rundfunk der DDR)
- 1957: Wolfgang Schreyer: Das Attentat – Regie: Lothar Dutombé (Dokumentarhörspiel – Rundfunk der DDR)
- 1959: Rolf H. Czayka: Der Wolf von Benedetto – Regie: Wolfgang Brunecker (Hörspiel – Rundfunk der DDR)
- 1961: Anna und Friedrich Schlotterbeck: Modellfall Brettheim – Regie: Detlev Witte (Hörspieldokumentation – Rundfunk der DDR)